# دنیس شکسکی
دنیس شکسکی (اوکراینی: Денис Володимирович Скепський؛ زادهٔ ۵ ژوئیهٔ ۱۹۸۷) بازیکن فوتبال اهل اوکراین است.
از باشگاه‌هایی که در آن بازی کرده‌است می‌توان به باشگاه فوتبال متالورگ زاپروژیا، باشگاه فوتبال دینامو مسکو، باشگاه فوتبال تورپدو مسکو، باشگاه فوتبال وولگار آستراخان، و باشگاه فوتبال بلشیتا بابرویسک اشاره کرد.
وی همچنین در تیم‌های ملی فوتبال Ukraine national under-18 football team, Ukraine national under-19 football team، و زیر ۲۱ سال اوکراین بازی کرده‌است.